# Luten Leinhos
Luten Leinhos (* 7. Juni 1964 in Frankfurt am Main) ist ein deutscher Journalist.

## Leben
Nach seinem 1982 an der Freiherr-vom-Stein-Schule in Frankfurt bestandenen Abitur besuchte Leinhos von 1984 bis 1986 die Deutsche Journalistenschule in München. 1986/87 arbeitete er als Redakteur und Polizeireporter beim Tagesspiegel und war dann von 1988 bis 1995 Moderator, Redakteur und Reporter beim SFB. Ab 1992 studierte er Volkswirtschaft und Lateinamerikanistik an der FU Berlin und schrieb dort 1998 seine Diplomarbeit über Verteilungspolitik in Chile.
Von 1995 bis 2000 war er  Hörfunk-Korrespondent der ARD für Mexiko, Zentralamerika, Venezuela, Französisch-Guyana, Guyana, Surinam und die Karibik. Von 2000 bis 2004 arbeitete er als Redakteur und Reporter im ZDF in der Hauptredaktion Außenpolitik. 2004 wurde er Chef vom Dienst, Redakteur und Reporter im heute-journal des ZDF. 2015/16 war er Auslands- und Krisenreporter der Hauptredaktion Aktuelles mit Einsätzen in den ZDF-Studios Kairo, Istanbul, Tel Aviv, Paris, Rom, in Madrid, an der syrisch-türkischen Grenze, der US-Ostküste und in Haiti.
Von Dezember 2016 bis Juni 2018 war er Südamerika-Korrespondent und Leiter des ZDF-Studios in Rio de Janeiro. Seit Juli 2018 ist er Redakteur in der Hauptredaktion Aktuelles in Mainz.